# Pariser Seerechtsdeklaration
In der Deklaration über das Seerecht wurde am 16. April 1856 in Paris die Abschaffung der Kaperei beschlossen.
Außerdem wurde vereinbart, dass die Flagge des Schiffes eines neutralen Landes auch dessen feindliche Ladung schützt und dass neutrale Ladung an Bord feindlicher Schiffe nicht eingezogen werden darf. In beiden Fällen gilt die Beschränkung nicht für Konterbande. Das Blockaderecht betreffend wurde klargestellt, dass nur eine tatsächlich wirksame Blockade auch rechtlich wirksam ist.
Die Pariser Seerechtserklärung gilt als der erste multilaterale Vertrag zum Prisenrecht. Sie wurde geschlossen am Rande des Pariser Friedenskongresses zum Ende des Krimkrieges, als wegen der gemeinsamen Kriegsführung von Großbritannien und Frankreich erstmals eine Verständigung möglich wurde, auch durch bereits während des Krieges zwischen den Alliierten geschlossene Vereinbarungen zum selben Thema. Bis dahin hatte Großbritannien eine weitergehende Anwendung des Prisenrechts praktiziert.
Ursprüngliche Vertragsparteien waren neben Frankreich und Großbritannien Sardinien, die Schweiz, Russland, Österreich, Preußen und das Osmanische Reich, ab 1908 bzw. 1909 auch Spanien und Mexiko. Zu dieser Zeit wurden die Regelungen der Erklärung bereits als internationales Gewohnheitsrecht aufgefasst. Eine weitergehende Regelung wurde auf den Haager Friedenskonferenzen versucht, was zur Londoner Seerechtsdeklaration führte.